# Ristilampi
Ristilampi är en sjö i Finland. Den ligger i kommunen Kuusamo i landskapet Norra Österbotten, i den nordöstra delen av landet, 700 km norr om huvudstaden Helsingfors. Ristilampi ligger 175,1 meter över havet. Arean är 30,3 hektar och strandlinjen är 2,73 kilometer lång. Sjön  ingår i Koundaälvens huvudavrinningsområde. 